# Ликиньё
Ликиньё — деревня в Ельниковском районе Мордовии. Входит в состав Акчеевского сельского поселения.

## История
В «Списке населённых мест Пензенской губернии за 1869» Ликенья казенная деревня из 11 дворов Краснослободского уезда.

## Население
| 2002 | 2010 |
| ---- | ---- |
| 61   | ↘54  |

Национальный состав
Согласно результатам Всероссийской переписи населения 2002 года, в национальной структуре населения татары составляли 98 %.